# Virar
Virar là một thành phố và là nơi đặt hội đồng đô thị (municipal council) của quận Thane thuộc bang Maharashtra, Ấn Độ.

## Địa lý
Virar có vị trí 19°28′B 72°48′Đ / 19,47°B 72,8°Đ Nó có độ cao trung bình là 11 mét (36 feet).

## Nhân khẩu
Theo điều tra dân số năm 2001 của Ấn Độ, Virar có dân số 118.945 người. Phái nam chiếm 54% tổng số dân và phái nữ chiếm 46%. Virar có tỷ lệ 78% biết đọc biết viết, cao hơn tỷ lệ trung bình toàn quốc là 59,5%: tỷ lệ cho phái nam là 81%, và tỷ lệ cho phái nữ là 74%. Tại Virar, 13% dân số nhỏ hơn 6 tuổi.